# Гімназія біотехнологій №177
Гімназія біотехнологій № 177 — гімназія Солом'янського району міста Києва.
Гімназія працює за індивідуальним робочим планом. Мова навчання — українська, вивчаються англійська та німецька мови. Профілі навчання: біотехнологічний, суспільно-гуманітарний, іноземної філології.
Відкриті 10 груп продовженого дня, які відвідують 300 дітей.
В гімназії працюють 60 гуртків, з них 22 художньо-естетичного направлення, 38 — предметних, 8 спортивних секцій.

## Історія
Гімназію було створено у  1962 році як трудову політехнічну школу з виробничим навчанням у складі 9-11 класів.
У 1969 році до школи було переведено початкові класи.
У 1972 році в школі в одній з перших на території УРСР було запроваджено кабінетну систему.
У 1975 році у школі було відкрито класи з поглибленим вивченням хімії.
У 2004 році середня загальноосвітня школа №177 отримала статус спеціалізованої школи з поглибленим вивченням біотехнологій.
У 2008 році спеціалізована школа №177 отримала статус гімназії.

## Розклад, за яким працює гімназія
- Розклад занять за шкільним компонентом;
- Розклад занять додаткової освіти;
- Розклад індивідуальних консультацій

## Матеріально-технічне забезпечення
- 8 кабінетів початкової школи (а також 2 ігрові кімнати та 2 спальні);
- 8 кабінетів іноземних мов (з них 2 - лінгафонні);
- 7 кабінетів біології та біотехнології (в тому числі дослідні лабораторії та препараторські);
- по 2 кабінети хімії та фізики (лекційний та лабораторія);
- 3 кабінети математики;
- 4 кабінети української мови та літератури, українознавства;
- кабінет зарубіжної літератури;
- 2 кабінети історії;
- кабінет географії;
- кабінети музики, мистецтвознавства, художньої праці;
- художньо-літературна вітальня;
- стадіон, спортивна, тренажерна та хореографічна зали;
- їдальня на 250 посадкових місць;
- сучасний медичний блок;
- три комп'ютерні класи;
- бібліотека, інтернет-бібліотека;
- студія звукозапису;
- сучасна актова зала;
- 9 кабінетів оснащені інтерактивними дошками;
- функціонує безкоштовний електронний журнал.

## Нагороди та відзнаки
1972р.- школу було нагороджено орденом "Знак Пошани"